# Usina Hidrelétrica São Bernardo
A Usina Hidrelétrica São Bernardo é uma pequena central hidrelétrica (PCH) instalada no ribeirão São Bernardo, no município de Piranguçu, em Minas Gerais. A usina pertence à Companhia Energética de Minas Gerais (CEMIG) e está conectada ao Sistema Interligado Nacional (SIN).
A usina foi construída para aproveitar o potencial hidrelétrico existente entre as bacias hidrográficas do Ribeirão São Bernardo e do Ribeirão Piranguçu. A capacidade instalada de geração da usina é de 6,82 MW. Por ter potência instalada superior a 3.000 kW e igual ou inferior a 30.000 kW, a usina é classificada como pequena central hidrelétrica (PCH).
Com uma diferença de altitude de 600 metros entre a cota da barragem e a cota da casa de máquinas, a usina hidrelétrica de São Bernardo apresenta uma das maiores quedas líquidas em hidrelétricas do país.

## História
A hidrelétrica São Bernardo foi inaugurada em 1948, pela Companhia Sul Mineira de Eletricidade (CSME). Em 1967, o controle acionário da CSME foi adquirido pela CEMIG. Dois anos mais tarde, todos os bens e instalações da companhia Sul Mineira, incluindo Poço Fundo e outras usinas atualmente em operação, como Luiz Dias, São Bernardo e Xicão, foram incorporados definitivamente ao patrimônio da CEMIG. Desde então, a CEMIG controla as usinas que pertenciam à antiga companhia do Sul de Minas.
Por causa das dificuldades encontradas na época da instalação da usina, a subestação foi construída de forma improvisada e, somente entre 1955 e 1956, após a liberação de materiais vindos da Suíça que estavam retidos na alfândega por aproximadamente quatro anos, obteve-se a liberação para prosseguimento das obras da segunda etapa.

## Características da usina

### Barragem
A crista do barramento está situada a uma cota de 1555,1 metros de altitude, nos contrafortes da Serra da Mantiqueira, na localidade de Vila Maria, na zona rural do município de Piranguçu. O reservatório formado pela barragem recebe águas de uma área de drenagem de 33 km².

### Casa de máquinas
A casa de máquinas localiza-se a 600 metros abaixo do nível da barragem, uma das maiores quedas líquidas de usinas hidrelétricas do Brasil. Nela estão instalados dois geradores de 1750 kVA, acionados por uma turbina do tipo Pelton.

### Transmissão e distribuição
A usina é ligada ao sistema de subtransmissão de 34,5 kV da CEMIG.

### Reservatório
O reservatório é do tipo fio d’água e inunda uma área de 27 hectares, com 1,8 km de extensão. O vertedouro localiza-se a uma cota de 1555,1 metros em relação ao nível do mar.